# Bålsön

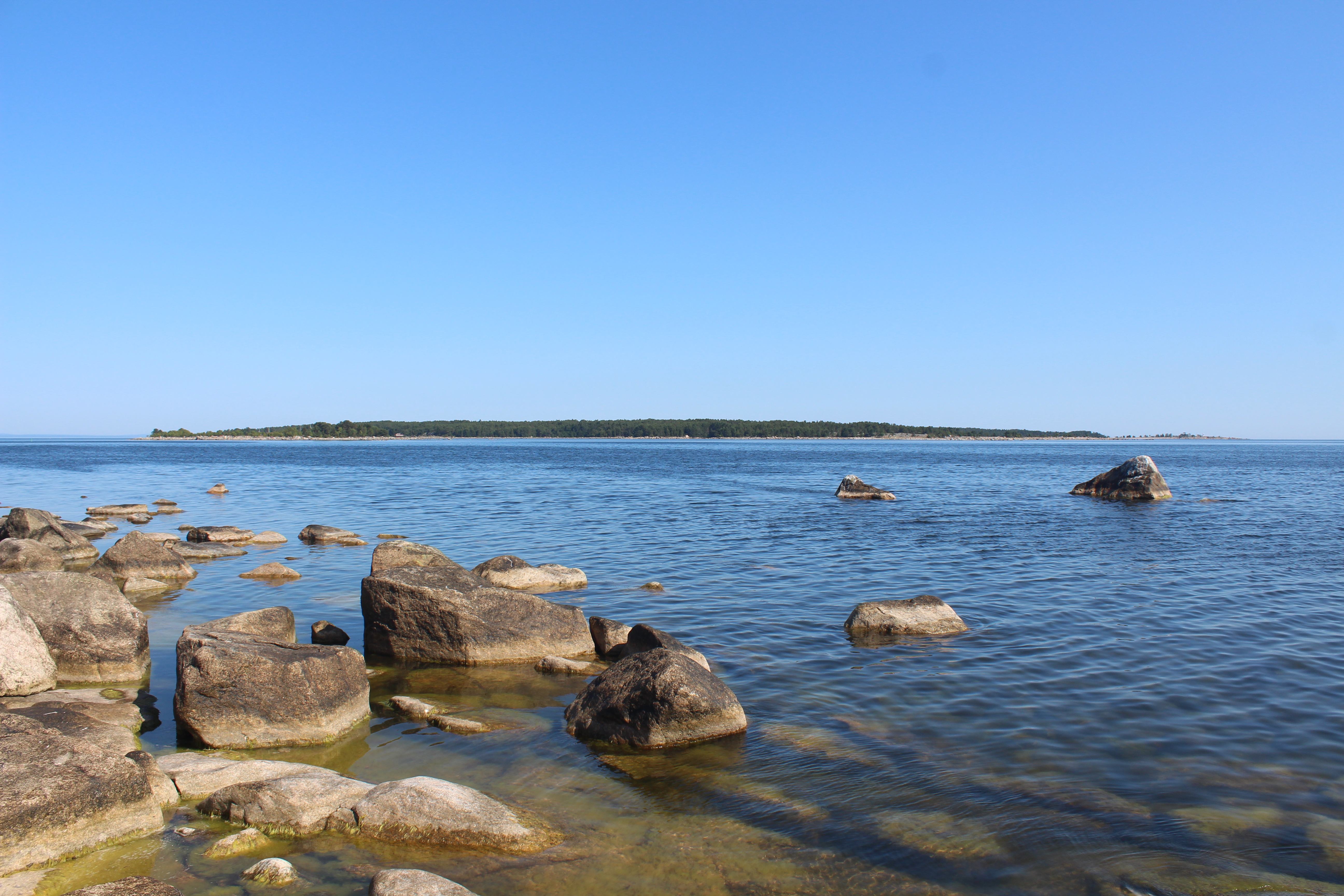
Bålsön. Utsikt från Kuggörarna

Bålsön är en ö med ett fiskeläge vid Hälsinglands kust i Hudiksvalls kommun, Gävleborgs län.
Bålsön donerades till Hudiksvalls stad av Karl IX år 1602.  Bålsön ligger längst ut i havsbandet nordost om Hornslandet. Det består till stor del av hårt svallad morän samt klapper-, grus-, och sandfält. Det finns även några blöta kärr, bland annat Stormarsmyren. Dessutom finns några små tjärnar. Stränderna är steniga med hällar. Det finns några små sandstränder på öns sydvästra del. Ön är till största delen bevuxen med barrblandskog med gammal skog i söder.
Bålsö fiskeläge, som flyttades till nuvarande plats på 1840-talet då landhöjningen gjort hamnen vid det förra läget obrukbar, har en välbevarad fiskarbebyggelse. Bålsö kapell, som uppfördes 1603, står som enda byggnad kvar vid den förra hamnen som benämns Gammelhamn.
På ön finns stora kulturhistoriska värden, förutom fiskarbebyggelsen och kapellet finns bland annat fornlämningar i form av en ödekyrkogård, ett flertal labyrinter och andra stensättningar. Bålsön är av riksintresse för naturvård, friluftsliv och kulturmiljövård och är ett naturvårdsområde.
På ön finns en gammal hamn som utnyttjades av Gävlefiskarna, kanske även av fiskare från Oxhalsö i Norrtälje kommun. Den gamla hamnen övergavs när den blev alltför grund och ersattes på 1840-talet med en ny, belägen ungefär en kilometer från den gamla. I början av 1800-talet fanns här ett 30-tal fiskande båtlag. På 1930-talet vistades ett tiotal fiskare på Bålsön sommartid.
I den nya hamnen finns ett knappt trettiotal stugor, varav de flesta idag fungerar som fritidshus. Sedan några år (skrivs 2007) är dock några av stugorna bebodda året runt.

## Bålsöns naturvårdsområde
Blåsön med omgivande vatten och ett skär utgör Bålsöns naturvårdsområde. Detta reservat är skyddat sedan 1990 och omfattar 730 hektar. Det sköts av Hudiksvalls kommun.